# Flugplatz Paraćin

i7
i11
i13
Der Flugplatz Paraćin (ICAO-Code: LYPN), auch bekannt als Flugplatz Davidovac (serb. Аеродром Давидовац, Aerodrom Davidovac), ist ein ziviler serbischer Flugplatz in der Nähe der Stadt Paraćin. Die einzige Bahn ist 900 m lang und 50 m breit.